# Дамиа-Гиаурархи
Дамиа-Гиаурархи (груз. დამია-გიაურარხი, азерб. Dəmyə Görarxı) — село Марнеульского муниципалитета, края Квемо-Картли республики Грузия со 100 %-ным азербайджанским населением. Находится на юге Грузии, на территории исторической области Борчалы.

## География
Граничит с такими сёлами как Ахали-Лалало, Лалвар, Касумло, Земо-Сарали, Аккулари, Сиони и Беитарапчи.

## Население
По данным Государственного статистического комитета Грузии, согласно официальной переписи 2002 года, численность населения села Дамиа-Гиаурархи составляет 1815 человек и на 100 % состоит из азербайджанцев.

## Экономика
Население в основном занимается сельским хозяйством, овцеводством, скотоводством и овощеводством.

## Достопримечательности
- Древняя мечеть[4]
- Мечеть имени Имама Хусейна[4]
- Средняя школа[5]